# تپه چای لی تپه (۳)
تپه چای لی تپه (۳) مربوط به دوران‌های تاریخی پس از اسلام است و در استان قزوین، شهرستان آوج، بخش مرکزی، روستای دشتک واقع شده و این اثر در تاریخ ۱۹ اسفند ۱۳۸۰ با شمارهٔ ثبت ۴۹۸۹ به‌عنوان یکی از آثار ملی ایران به ثبت رسیده است.